# Phulabani
Phulabani (oriya: ଫୁଲବାଣି) är en stad i den indiska delstaten Odisha, och är huvudort för distriktet Kandhamal. Folkmängden uppgick till 37 371 invånare vid folkräkningen 2011.